# Acrocercops hoplocala
Acrocercops hoplocala là một loài bướm đêm thuộc họ Gracillariidae. Nó được tìm thấy ở New South Wales và Queensland.
Ấu trùng ăn Eucalyptus botryoides và Eucalyptus robustus. Chúng cuộn lá làm tổ. The mine consists of a short linear mine which soon opens into a roughly circular botch.